# Толокунь
То́локунь (укр. Толокунь) — село, входит в Вышгородский район Киевской области Украины. Расположено на берегу Киевского водохранилища.
Население по переписи 2001 года составляло 211 человек. Почтовый индекс — 07323. Телефонный код — .

## Местный совет
07323, Київська обл., Вишгородський р-н, с.Толокунь, вул.Набережна,1  (укр.)